# Маркетфилд-стрит
Ма́ркетфи́лд-стрит (англ. Marketfield Street) — односторонняя улица в нижнем Манхэттене, Нью-Йорк. Улица начинается как южное ответвление от Бивер-стрит, затем отклоняется на восток и выходит на Брод-стрит.
В 1641 году генерал-губернатор Новых Нидерландов Виллем Кифт основал на улице, располагавшейся в то время непосредственно под стенами городского форта, ежегодную ярмарку крупного рогатого скота. По ней улица и получила своё название (англ. market field дословно — «рыночная площадь»). К 1680-м годам на улице проживали по большей части бедняки. В то время в городе проживало множество гугенотов. В 1688 году они возвели на улице церковь. В сентябре 1776 года Маркетфилд-стрит пострадала от крупного пожара, охватившего юго-западную оконечность Манхэттена, а в 1821 году — от тропического циклона, обрушившегося на Восточное побережье. В результате него была разрушена пароходная пристань (в те годы Маркетфилд-стрит и Бэттери-Плейс, выходящая на реку Гудзон, составляли единое целое). В XX веке в здании 70 на Брод-стрит между Маркетфилд- и Бивер-стрит располагалась штаб-квартира компании American Bank Note Company.

## Галерея

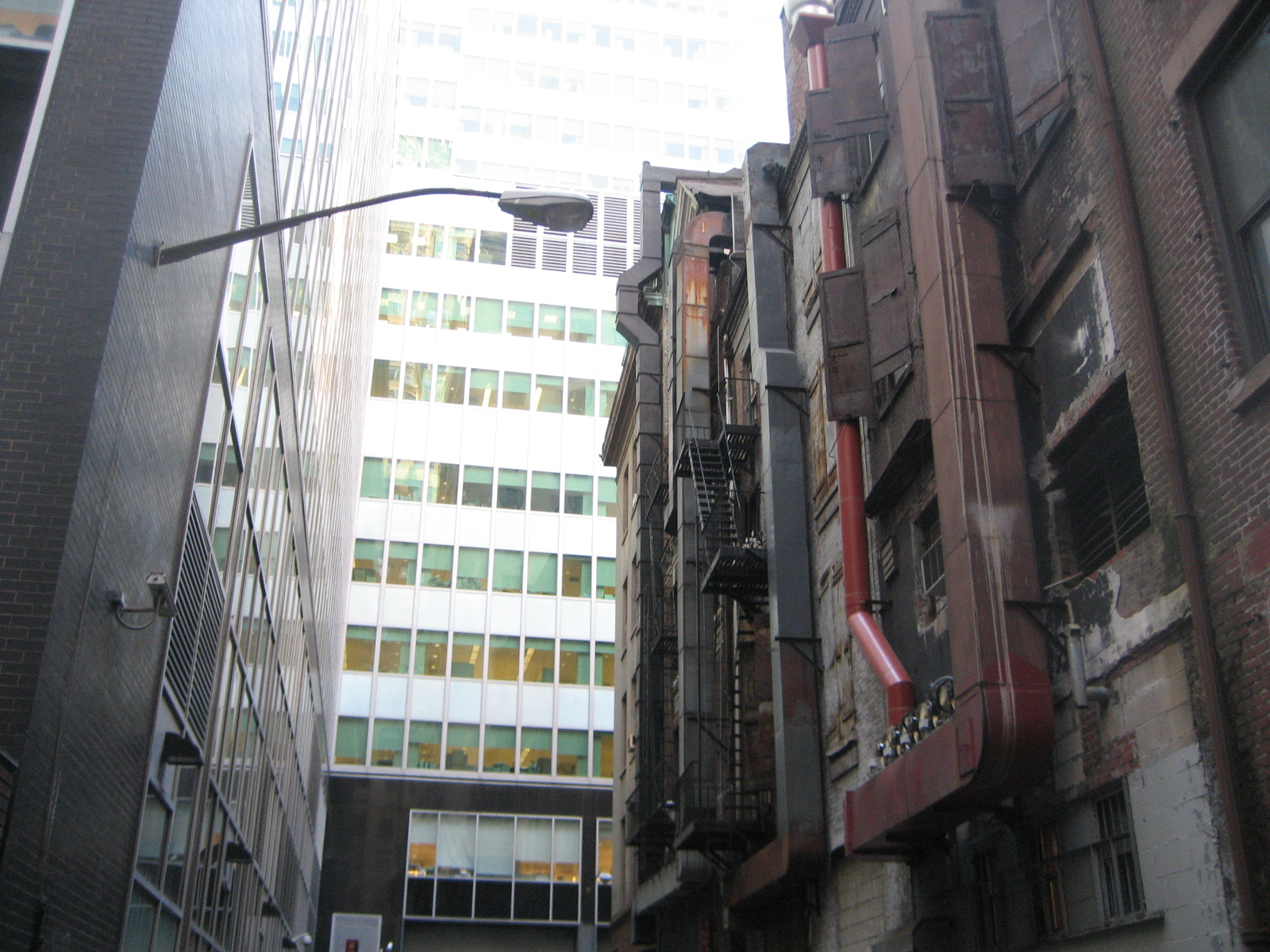
Вид в западном направлении